# Torreyochloa
Torreyochloa is een geslacht uit de grassenfamilie (Poaceae). De soorten van dit geslacht komen voor in Azië en Noord-Amerika.

## Soorten
Van het geslacht zijn onder meer de volgende soorten bekend:
- Torreyochloa erecta
- Torreyochloa natans
- Torreyochloa pallida
- Torreyochloa viridis